# Paroisse de Gardanne
 (juin 2020).
La paroisse de Gardanne, située dans le département des Bouches-du-Rhône, environ 10 km au sud d’Aix-en-Provence, est l’une des 120 paroisses de l'Archidiocèse d'Aix-en-Provence, lequel est une circonscription territoriale de l'Église catholique romaine en France.
La paroisse correspond géographiquement à la ville de Gardanne, ce qui  lui donne une superficie de 27,02  km² et selon le dernier recensement, une population de 21 191 habitants.
Les premiers chrétiens de Gardanne célébraient le culte dans des chapelles antiques. La paroisse de Gardanne remonte au VIIIe siècle, lorsque la première église fut construite en même temps que les premières fortifications médiévales. Au XVe siècle, le Roi René avait sa demeure à Gardanne et un grand domaine où il pratiquait l'agriculture et l'élevage du mouton. 
Après une période agricole prospère, le XIXe siècle amena l'industrie avec notamment l'exploitation du charbon, puis une usine d'alumine, qui changèrent radicalement la sociologie du pays de Gardanne.
L'important patrimoine sacré de Gardanne, églises, chapelles, calvaires et oratoires, relie ce terroir à son histoire et mérite d'être connu.

## La paroisse

### Les temps anciens
La population d’esclaves qui compose la majorité des habitants proviennent de la Gaule du nord et de l’actuelle Allemagne. Ainsi Gardanne doit son nom à Gardana composé de la racine Garden (« Jardin » en allemand) et de la racine –ana (qui souligne la fertilité). 
Au Ier siècle les hommes libres qui vivent sur les terres gardannaises pratiquent la religion romaine (décors de poterie représentant les dieux de l’Olympe). 
Le christianisme mettra cinq siècles pour s’imposer.

### Les premiers chrétiens
Lorsqu’en 313 Constantin signe l’Edit de Milan, très vite parmi les habitants des villes, esclaves et intellectuels, citoyens ruinés et hommes libres en quête de renouveau affichent leur adhésion à la nouvelle religion. 

#### Les chapelles antiques
La religion chrétienne s’est implantée clandestinement dans chacune des villas romaines,  par l’intermédiaire des esclaves. En 380 lorsque Théodose proclame le christianisme religion d’état sans abolir l’esclavage, il crée pour le clergé de l’époque la plus terrible des situations. 
Mais la sagesse et la profondeur de la foi qui animait ces premiers chrétiens ont eu raison des pièges les plus perfides. Ils ont très vite su uniformiser et codifier les messages religieux, ainsi que les rendre permanents en les gravant sur la vaisselle de tous les repas.
En attribuant un Saint Patron à chaque domaine, ils ont fait prendre conscience aux individus que même à travers leurs différences et celles de leurs Saints Patrons, ils appartenaient tous à une seule et même église.
Les domaines terminèrent leur vie avec un Saint protecteur, mais en plus, l’importance du saint dans la hiérarchie de l’Eglise détermine l’importance de la villa.

#### Villas reconnues / saints correspondants
- ZAC Notre Dame / Notre Dame
- Verdillon / Saint Pierre
- Camp Jusiou / Saint Baudile
- Péchiney / Saint Michel
- Quartier Saint Roch / Saint Valentin
- Jean de Bouc / Saint Jean ?
- Payannet / Saint Estève (Etienne)
- La Crémade / Saint André
- Roman-Rambert / Saint Marc ?
- Biver / Saint Pierre

### La création d'une paroisse à Gardanne
La paroisse de Gardanne est très ancienne, puisque la vieille église Saint-Pierre a probablement été construite en même temps que le castrum qui, depuis le VIIIe siècle commandait les routes de Marseille à Aix et à Trets.  L’église prit la place d’un édifice gallo-romain,  c’était primitivement la chapelle du château.
On peut assurer que Gardanne existait avant l’an 1000. Les cartulaires (registres des droits temporels d’un Monastère ou d’une Eglise) des moines cassianites indiquent le nom de Gardanne en 1022.  
Le pape Grégoire VII énumérant les prieurés de l’Abbaye de Saint-Victor de Marseille cite, dans le diocèse d’Aix, en sa fameuse bulle « confirmatio prioratuum » du 4 juillet 1079 … cellam sancti Petri de Gardana …
Une autre église était aussi debout dans le bas du village sur les ruines gallo-romaines (Notre-Dame) au côté de laquelle les cassianites bâtirent un couvent.

### Le Roi René
Le Roi René - Duc d’Anjou, Comte de Provence et de Forcalquier, Roi de Jérusalem et de Sicile - achète Gardanne à Guillaume de Rousset le 26 juin 1454 pour 4000 florins provençaux, et administre le domaine communal jusqu’à sa mort en 1480 (il n’avait toujours pas payé...)  Il nomme Gilbert d’Auton, prieur du Castrum de Gardanne, gérant et gouverneur de son domaine. La demeure du Roi René à Gardanne a aujourd'hui complètement disparu. Le Roi aimait s'y rendre pour s'adonner avec ses hôtes à ses passe-temps favoris : l'agriculture, la culture de la vigne, l'élevage et la chasse. 
Vergers et jardins donnaient les fruits et les fleurs pour la Reine Jeanne;  1318 moutons furent achetés pour le Roi en 1458; les animaux exotiques ramenés par le Roi de ses voyages constituait un vrai jardin « zoologique ».

### Les temps modernes
La Renaissance et les Provençaux, le pavillon des Quatre-Tours, les Forbin, les Gueidan
« … Notre Provence n’a rien à envier à l’Italie, la nature l’a comblée de ses largesses. Elle est très peuplée, riche en grains et en bétail, habitée de toutes les races d’oiseaux et de poissons, plantureuse en vins et en huiles excellentes... »

### L’ère agraire
Au XVIIe siècle, tandis que le petit bourg reste toujours accroché aux pentes du Cativel, dominé par l’antique et chancelante paroisse, mais aussi par le puissant clocher édifié en 1772, dans la plaine arrosée de nombreux « vallats » (ruisseaux) des paysans, confrontés au dur labeur de la terre (on utilise encore la charrue simple, sans avant-train) prospèrent.

### L’ère industrielle

#### La gare
En 1843, une étude démontre que le service par diligence entre Aix-en-Provence et Marseille est très long (environ 3H ½ pour un parcours de 29 km) ; le conseil municipal aixois réclame en 1862 la construction rapide d’une ligne de chemin de fer entre ces deux villes… le tracé par Gardanne est retenu et déclaré d’utilité publique. 
Les ingénieurs de la compagnie PLM procèdent à des relevés… la ligne Aix-Marseille est inaugurée le 15 octobre 1877, ainsi que la ligne Gardanne-Trets.
Dès le XIXe siècle, la gare de Gardanne devient un atout capital pour développer les industries du charbon et de l’alumine.

#### La mine et l’alumine
L'installation de l'usine d'alumine Pechiney et le fonçage du puits de mine vertical à Biver, à la fin du XIXe siècle, marquent le virage industriel pris par la commune. La population passe de 1600 en 1809 à 20 000 en 1999, la main-d'œuvre immigrée vient d'Italie, de Pologne, de Tchécoslovaquie, d'Arménie, d'Espagne et d'Afrique du Nord. L'après-guerre est marqué par la construction d'une centrale thermique au charbon. 
Les effectifs à la mine atteignent un maximum en 1949 (8 000 pour l'ensemble du bassin minier) puis décroissent régulièrement jusqu'à l'arrêt de l'extraction en février 2003.	

### Les anciennes églises de Gardanne

#### L’église médiévale Saint-Valentin (XIesiècle)
Saint Valentin, patron du pays, est célébré le 14 février.
L’église médiévale (1098) était un lieu de pèlerinage au Moyen Âge. Elle fut donnée à la confrérie des frères Pénitents en 1619 qui la reconstruisent en 1634. C’est aujourd’hui un musée.

#### La vieille église Saint-Pierre
Elle a probablement été construite en même temps que le castrum qui, depuis le VIIIe siècle commandait les routes de Marseille à Aix et à Trets. 
L’église est agrandie entre 1773 à 1776, avec rénovation de la nef et suppression du clocher. Au cours de 1774, on construit le clocher qu’on peut admirer encore aujourd’hui, et en 1775 une flèche lui est ajoutée pour y mettre la cloche qui doit servir d’horloge.    

### Les croix et oratoires de Gardanne
La Croix des Missions de Monseigneur de Mazenod, date de 1766. C’est l’une des plus anciennes de la région, la plupart des autres croix ne datant que du XIXe siècle.

### L’église paroissiale Sainte-Marie
La vieille église Saint Pierre est désaffectée entre 1901 et 1903. On utilise la chapelle de l’Hospice. 
Les fondations de la nouvelle église sont creusées début 1905 : le travail est difficile, le terrain est saturé d’eau, sur une couche instable d’argile. Les dépenses sont largement supérieures aux prévisions par la nécessité de multiplier les pilotis. La construction est terminée en 1906. Rénovations effectuées en 1948 avec le Père Chalamet.

### La vie religieuse à Gardanne

#### les Pénitents Blancs
23 mars 1583 : le roi de France Henri III fonde la confrérie des Pénitents blancs de l'Annonciation Notre Dame. C’étaient des laïcs, souvent mariés et exerçant un métier.  En ce sens, il est possible de rapprocher les Pénitents de nos associations humanitaires actuelles. Chaque confrérie avait sa propre couleur, bleue, noire ou ici blanche.

#### La période Meissonnier 1880-1895
C’est une période où on se préoccupe de construire une nouvelle église paroissiale.  Le père Ferdinand Meissonnier, curé doyen de Gardanne de 1880 à 1895, a été un abbé bâtisseur. C’est lui qui a fait construire l’église de Rousset, élever la Croix de Provence au sommet de la Montagne Sainte-Victoire en 1875, et sa réplique sur le moulin du Cativel en 1894.

## Les curés de Gardanne depuis 1803
- 1803-1810  /  Michel COULON
- 1823-1856  /  Ferdinand BONNAUD
- 1856-1880  /  Antoine DARBES
- 1880-1895  /  Joseph MEISSONNIER
- 1896-1903  /  François-Marie JURAMY
- 1903-1909  /  Grégoire BICHERON
- 1909-1928  /  Antoine GLEIZE
- 1928-1935  /  Victor ORIENT
- 1935-1941  /  André GERVIT
- 1942-1944  /  Louis CASTILLON
- 1944-1948  /  Etienne AYMES
- 1948-1966  /  André CHALAMET
- 1966-1969  /  Pierre BALIQUE
- 1969-1970  /  Louis GALLI
- 1970-1976  /  Pierre GARES
- 1976-1985  /  François BOUSQUET
- 1985-1996  /  Robert ALIGER
- 1996-2001  /  Guy de KERIMEL
- 2001-2006  /  Bernard GROSS
- 2006-2008  /  Robert ALIGER
- 2008-2016  /  Thierry DESTREMAU
- 2016-2018  /  Thierry GOURGEON
- 2018-          /  Dominique VEYRUNE

Le Père  Dominique VEYRUNE a été nommé curé de l’Unité Pastorale en 2018. 

## L’Unité pastorale Étoile-Saint-Michel
Cette Unité Pastorale regroupait les cinq paroisses de Biver, Fuveau, Gardanne, Meyreuil et Mimet et faisait partie du doyenné de Gardanne. Elle fut créée en 2001. Le curé, qui habite à Gardanne, est assisté de deux vicaires. De très nombreux laïcs participent à toutes les actions pastorales, de la liturgie, à la préparation au baptême ou au mariage, à la visite des malades, à l’accompagnement des familles en deuil, aux actions caritatives, au jumelage avec la paroisse de Péhunco au Bénin, etc. L'Unité Pastorale a cessé d'exister en 2018.

## L’Unité pastorale Étoile-Sainte-Marie
Cette Unité Pastorale regroupe les quatre paroisses de Biver, Gardanne, Meyreuil et Mimet et fait partie du doyenné de Gardanne. Elle a été créée en 2018.